# Контрада Карарола (Салерно)
Контрада Карарола је насеље у Италији у округу Салерно, региону Кампанија.
Према процени из 2011. у насељу је живело 153 становника. Насеље се налази на надморској висини од 467 м.